# Jobner
Jobner là một thành phố và khu đô thị của quận Jaipur thuộc bang Rajasthan, Ấn Độ.

## Địa lý
Jobner có vị trí 26°58′B 75°23′Đ / 26,97°B 75,38°Đ Nó có độ cao trung bình là 400 mét (1312 feet).

## Nhân khẩu
Theo điều tra dân số năm 2001 của Ấn Độ, Jobner có dân số 10.496 người. Phái nam chiếm 52% tổng số dân và phái nữ chiếm 48%. Jobner có tỷ lệ 64% biết đọc biết viết, cao hơn tỷ lệ trung bình toàn quốc là 59,5%: tỷ lệ cho phái nam là 75%, và tỷ lệ cho phái nữ là 51%. Tại Jobner, 16% dân số nhỏ hơn 6 tuổi.